# ميكي ماكونيل
ميكي ماكونيل (بالإنجليزية: Mickey McConnell)‏ مواليد 14 أبريل 1989 في ميسا، هو لاعب كرة سلة أمريكي بدأ مسيرته الاحترافية في سنة 2011 يلعب مع فريق ريمس شمبانيا كلاعب هجوم خلفي ويحمل الرقم 32. يبلغ طوله 6 قدم 0 بوصة (1.8 م). لعب في ألمانيا وفي فرنسا.

## فرق لعب لها
- تليكوم باسكتس بون
- ريمس شمبانيا

## روابط خارجية
- ميكي ماكونيل على موقع سبورتس رفرنس (الإنجليزية)
- ميكي ماكونيل على موقع الدوري الإسباني لكرة السلة (الإسبانية)
- ميكي ماكونيل على موقع كرة السلة الأوروبية.كوم (الإنجليزية)
- ميكي ماكونيل على موقع كلية كرة السلة في سبورتس رفرنس.كوم (الإنجليزية)
- ميكي ماكونيل على موقع ريلجم (الإنجليزية)
- ميكي ماكونيل على موقع بروبوليرز (الإنجليزية)
- ميكي ماكونيل على موقع سبورتس رفرنس (الإنجليزية)
- ميكي ماكونيل على موقع سبورتس رفرنس (الإنجليزية)